# صنعت

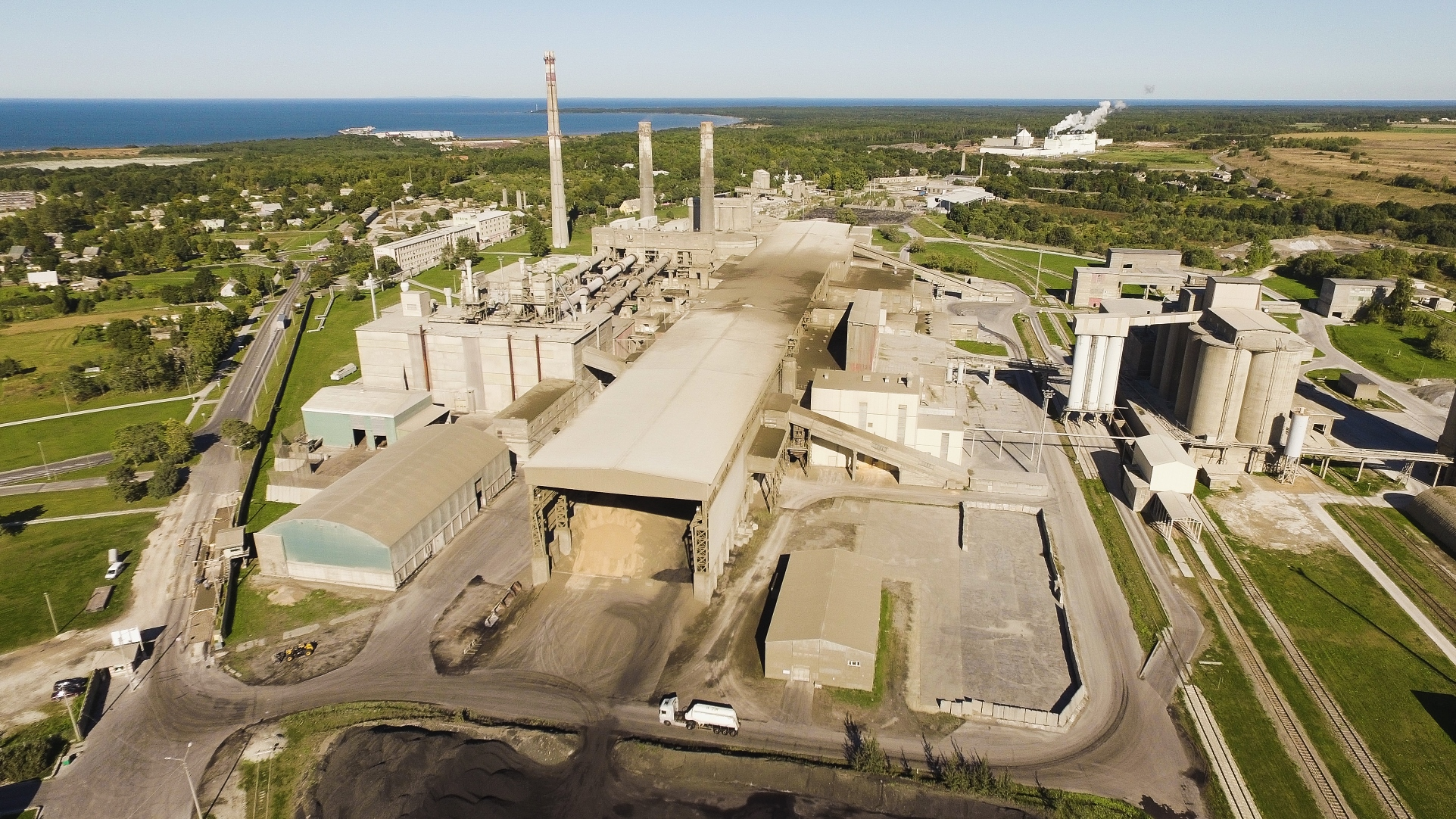
کارخانه نماد اصلی پیشرفت صنعتی است.

به گروهی از شرکت‌ها یا سازمان‌های تولیدی که کالاها، خدمات یا منابع درآمدی را تولید یا عرضه می‌کنند صنعت می‌گویند.
صنعت، به تولید کالاها و خدمات در یک اقتصاد گفته می‌شود. منبع اصلی درآمد یک گروه یا شرکت نشان دهنده صنعت مربوط است.
اگر تمام فعالیت‌های اقتصادی که با تولید کالا و خدمات با استفاده از ماشین آلات و تجهیزات ساخته دست بشر سروکار دارند را به عنوان یک کل تصور کنیم، هرصنعت، زیرمجموعه‌ای از این کل است که عده فراوانی از فعالیت‌های مشابه را شامل می‌شود.
تعریف مهم برای صنعت: به مجموعهٔ تمام یگان‌هایی که در تولید، توزیع یا مصرف یک فراورده یا یک دسته از فراورده‌های مشابه فعالیت می‌کنند، «صنعت» گفته می‌شود..

## تعریف «صنعت»
در مورد تعریف دقیق «صنعت»، اختلاف نظرهای کثیری وجود دارد. صنعت دارای تعریف‌ها و تعبیرهای متفاوتی است که براساس جایگزین‌پذیری فراورده‌ها، فرایند تولید و محدوده‌های گیتا شناختی ارائه شده‌اند؛ مثلاً مایکل پورتر، صنعت را چنین تعریف می‌کند: «صنعت، عبارت اند از گروه شرکت‌هایی که فراورده‌های آنها جایگزین نزدیکی برای هم می‌باشند.»

## گروه‌های صنعت
با توجه به تعریف‌های گوناگونی که در مورد صنعت ارائه شده است،گروه های صنعتی ممکن است با استفاده از روش‌های گوناگونی در کنار یکدیگر تقسیم‌بندی شوند. برای مثال گروه‌های صنعت تعریف‌شده در «بورس اوراق بهادار تهران» به شرح زیر می‌باشند:
1. استخراج زغال سنگ؛
2. کشاورزی، دامپروری و خدمات وابسته به آن؛
3. استخراج کانی های فلزی؛
4. استخراج سایر معدنها؛
5. نساجی؛
6. دباغی، پرداخت چرم و ساخت انواع پاپوش؛
7. فراورده‌های چوبی؛
8. فراورده‌های کاغذی؛
9. انتشار، چاپ و تکثیر؛
10. فراورده‌های نفتی، زغال سنگ و سوخت هسته‌ای؛
11. لاستیک و پلاستیک؛
12. فلزهای اساسی؛
13. ساخت فراورده‌های فلزی؛
14. ماشین‌آلات و تجهیزات؛
15. ماشین‌آلات دستگاه‌های برقی؛
16. ساخت رادیو، تلویزیون، دستگاه‌ها و وسیله‌های ارتباطی؛
17. وسیله‌های اندازه‌گیری، پزشکی و نورشناختی؛
18. خودرو و ساخت افزاره‌ها؛
19. سایر وسیله‌های ترابری؛
20. مبلمان و دیگر مصنوعات؛
21. قند و شکر؛
22. شرکت‌های چندرشته‌ای صنعتی؛
23. فراورده‌های غذایی و آشامیدنی بجز قند و شِکر؛
24. مواد و فراورده‌های دارویی؛
25. فراورده‌های شیمیایی؛
26. پیمانکاری صنعتی؛
27. رایانه و فعالیت‌های وابسته به آن؛
28. خدمات فنی و مهندسی؛
29. انبوه‌سازی، املاک و مستغلّات؛
30. کاشی و سرامیک؛
31. سیمان، آهک و گچ؛
32. سایر فراورده‌های کانی غیر فلزّی؛
33. سرمایه‌گذاریها؛
34. بانکها، مؤسسه‌های اعتباری و سایر نهادهای پولی؛
35. سایر واسطه‌گری‌های مالی؛
36. ترابری، انبارداری و ارتباطات.
37. صنعت طلا و جواهرات

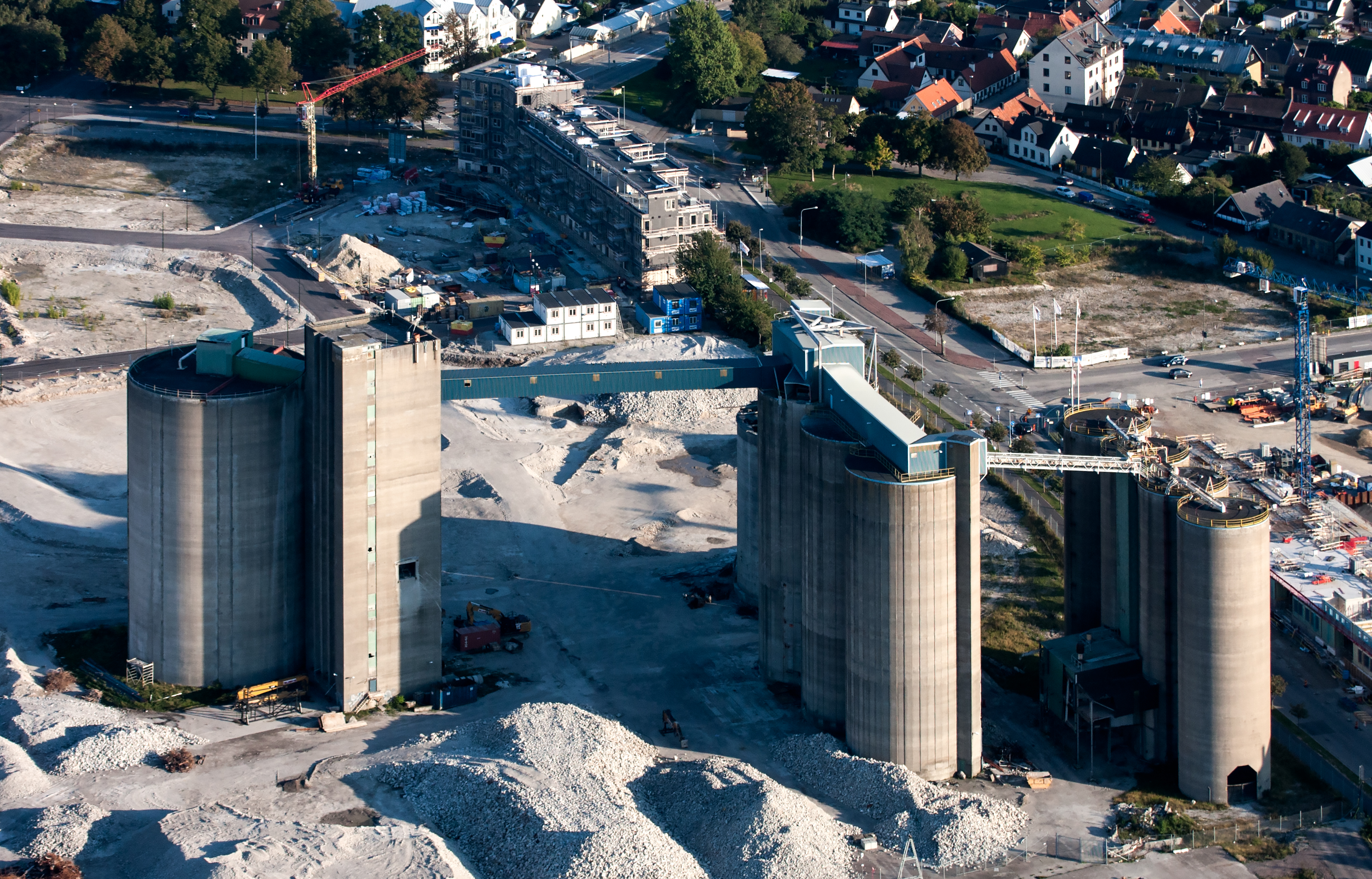
یک کارخانه سیمان در سوئد.

البته لازم به ذکرست که تقسیم‌بندی مذکور، الزاماً متداول‌ترین گروه‌بندی صنایع نیست؛ مثلاً در برخی متون، کاشی و سرامیک، سیمان، آهک و گچ و سایر فراورده‌های کانی غیر فلزی درمجموع یک گروه به نام صنعت سرامیک یا کانی نافلزی را تشکیل می‌دهند یا تمام گروه‌های مربوط به تهیهٔ غذا، در گروه صنایع غذایی قرار می‌گیرند. همچنین علاوه بر موارد مذکور، صنایعی مانند صنعت گردشگری و صنایع دستی نیز در برخی متون در ردیف گروه‌های صنعت قرار می‌گیرند. کارخانه24 تمامی صنایع را در تجمیع کرده است.

## تقسیم‌بندی صنایع
با توجّه به مشابهت‌هایی که به لحاظ فرایند تولید، شیوهٔ بازاریابی، شیوهٔ مدیریت، حجم سرمایه، نوع ماشین‌آلات مورد استفاده، نوع موادّ اولیه ملزوم و غیره میان گروه‌های گوناگون صنعت وجود دارند، گروه‌های گوناگون صنعت را می‌توان از جنبه‌های گوناگون تقسیم‌بندی کرد. یکی از متداول‌ترین طبقه‌بندی‌های صنعت، طبقه‌بندی ارائه شده توسط بخش آمار سازمان ملل  است که به اختصار طبقه‌بندی آیسیک نامیده می‌شود. در این طبقه‌بندی گروه‌های مختلف صنعتی تعریف شده‌اند و فعالیت‌های مختلف در آن‌ها طبقه‌بندی گردید.